# Walter Schulz (Theologe, 1895)
Walter Schulz (* 20. Juli 1895 in Leipzig; † nach 1966) war ein deutscher protestantischer Theologe.

## Leben und Werk
Nach dem Schulabschluss studierte Schulz u. a. Philosophie und Theologie und promovierte an der Philosophischen Fakultät der Universität Leipzig 1919 zum Dr. phil. und an der Universität Greifswald 1934 zum Dr. theol.  Er wirkte als Pfarrer in Marburg und lebte nach dem Zweiten Weltkrieg in Dresden und zuletzt in Berlin. Er publizierte zu Themen der Theologie und Religionswissenschaften.

## Schriften (Auswahl)
- Reichssänger. Schlüssel zum Deutschen Reichsliederbuch. P. Ott Verlagsbuchhandlung, Gotha 1930, OCLC 246434425.
- Der Namenglaube bei den Babyloniern. Nach den Quellen mit Berücksichtigung religionsgeschichtlicher Parallelen dargestellt.In: Anthropos 26 (1931), H. 5/6 S. 895–928.
- Die Bedeutung der vom angelsächsischen Methodismus beeinflußten Liederdichtung für unsere deutschen Kirchengesänge, ill. an d. Liedern von Ernst Gebhardt. Ein Beitrag zur Geschichte der Frömmigkeit (Greifswalder theologische Forschungen, Bd. 3). Bamberg, Greifswald 1934.
- Pneumatische Bruderschaft. 1949.
- Die Theopneustie der Schrift. 1952.